# James Tatton
James Tatton (* 20. Juli 1978 in Bicester) ist ein ehemaliger englischer Snookerspieler aus Thame in Oxfordshire. In den 1990er und 2000er Jahren spielte er insgesamt 4 Spielzeiten als Profi auf der Snooker Main Tour.

## Karriere
James Tatton zeigte schon mit etwa 17 Jahren, dass er zu den besten englischen Snookerspielern gehört, als er bei der englischen Meisterschaft zu den letzten 8 Spielern im Turnier gehörte. Bereits im Jahr darauf meldete er sich auch bei den Profiturnieren an und stand gleich beim ersten Turnier, dem Asian Classic 1996, kurz vor dem Einzug unter die Letzten 128. Die weiteren Ergebnisse waren aber nicht so gut und es war auch das letzte Jahr, in dem die Turniere noch für alle offen waren. Für die neu eingeführte Main Tour qualifizierte er sich nicht und musste deshalb die Qualifikationsserie, die UK Tour, spielen. In drei Jahren erreichte er dreimal die Runde der Letzten 32. Etablieren konnte er sich im Profisnooker nicht. Dies lag auch an seiner Drogensucht. 2000 hatte er sich zwar für die Main Tour qualifiziert, aber er und sein ein Jahr jüngerer Bruder Richard, der sich auch schon im Profisnooker versucht hatte, wurden wegen Beschaffungskriminalität zu mehrmonatigen Haftstrafen verurteilt.
James Tatton brauchte mehrere Jahre, bis er sich wieder gefangen hatte und bei internationalen Amateurmeisterschaften antrat. 2004 erreichte er sowohl bei der Europa-, als auch bei der Weltmeisterschaft die Finalrunde. Bei der Profiweltmeisterschaft überstand er die Vorqualifikation und erreichte Runde 2 der Amateurqualifikation. Daraufhin versuchte er es noch einmal über die Challenge Tour 2004/05, Profispieler zu werden. Gleich beim ersten Turnier kam er ins Halbfinale, das zweite Turnier gewann er. Dabei besiegte er Spieler wie Tony Jones, Jimmy Robertson und David Gilbert. Auch ohne Matchgewinn bei den anderen beiden Turnieren reichte es für Platz 6 der Tourwertung und damit für die Main-Tour-Rückkehr. Die Saison 2005/06 verlief aber enttäuschend. Zu Beginn traf er gleich zweimal auf Mark Allen und verlor beide Male klar. Bei den China Open verlor er knapp im Entscheidungsframe gegen Leo Fernandez mit 4:5. Sein einziger Sieg gelang ihm bei der abschließenden Weltmeisterschaft mit 10:8 gegen Gary Wilson. Der Sieg kam aber zu spät und als Nummer 83 der Weltrangliste verlor er seinen Profistatus wieder. 2007 meldete er sich zwar noch einmal bei einem Event der Pontin’s International Open Series 2007/08 an – als Nachfolger der Challenge Tour der neuen Qualifikationstour –, trat am Ende aber nicht an, sondern beendete seine Snookerkarriere.